# سگ درمانگر

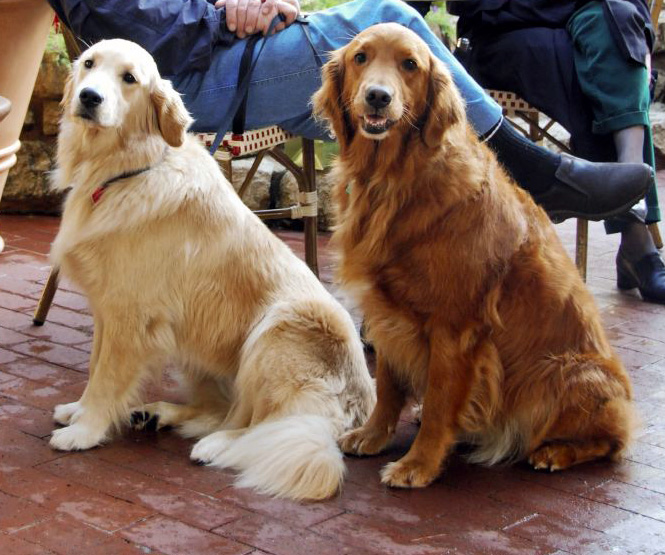
گلدن رتریور به دلیل رفتار آرام و ملایم و نیز رفتار دوستانه با غریبه‌ها اغلب به عنوان سگ درمانگر استفاده می‌شود.

سگ درمانگر سگی است که برای محبت و حمایت از مردم در محیط‌هایی مانند بیمارستان‌ها، خانه‌های سالمندان، آسایشگاه‌ها، مدارس، کتابخانه‌ها، آسایشگاه‌ها یا مناطق فاجعه آموزش دیده است. برخلاف سگ‌های دستیار که برای کمک به بیماران خاص با نیازهای فیزیکی روزانه‌شان آموزش می‌بینند، سگ‌های درمانگر برای تعامل با انواع افراد، نه فقط با صاحبانشان، آموزش می‌بینند.

## تاریخچه
بسیاری از متخصصان در چند قرن اخیر از سگ‌ها به عنوان یک منبع درمانی بهره گرفته‌اند. در اواخر دهه ۱۸۰۰، فلورانس نایتینگل مشاهده کرد که حیوانات خانگی کوچک به کاهش اضطراب و بهبود حال کودکان و بزرگسالانی که در موسسات روان‌پزشکی زندگی می‌کنند، کمک می‌کنند. در دهه ۱۹۳۰ زیگموند فروید از سگ خانگی خود برای بهبود ارتباط با بیمارانش استفاده کرد. الین اسمیت اولین سازمان سگ‌های درمانگر را در سال ۱۹۷۶ پس از مشاهده اثرات مثبت سگ‌ها بر بیماران بیمارستان در طول کار خود به عنوان یک پرستار، تأسیس کرد.